# Lobelia coronopifolia
Lobelia coronopifolia är en klockväxtart som beskrevs av Carl von Linné. Lobelia coronopifolia ingår i släktet lobelior, och familjen klockväxter. Inga underarter finns listade i Catalogue of Life.